# Harry & Sohn
Harry & Sohn, im Original Harry & Son, ist ein US-amerikanischer Spielfilm von 1984. Regie bei dem Drama führte der Hauptdarsteller Paul Newman selbst, er schrieb auch das Drehbuch mit.

## Handlung
Harry Keach, ein älterer Bauarbeiter, verliert seinen Job, da er aufgrund einer Krankheit Reaktions- und Konzentrationsschwierigkeiten hat. Sein Sohn Howard wohnt bei ihm. Beide leiden unter dem Tod der Mutter/Ehefrau, welcher zwei Jahre zurückliegt. Howard, Anfang 20, lebt in den Tag hinein, träumt von einer Karriere als Schriftsteller und geht sehr oft surfen. Tagsüber jobbt er in einer Autowäscherei.
Howard befreundet sich wieder mit Katie Wilowski – seiner Ex-Freundin, die von einem anderen Mann schwanger ist. Er hilft ihr, das Baby zur Welt zu bringen und kommt wieder mit ihr zusammen. Die Nachbarin Lilly, Witwe und Ladenbesitzerin, verliebt sich in Harry. Dieser hat jedoch Schwierigkeiten, neue Bindungen einzugehen. Gegenüber seinem Sohn, seiner Tochter und deren Mann benimmt sich Harry oft rücksichtslos und grob.
Als Harry langsam wieder beginnt, mit Hilfe von Howard, Katie und Lilly ein besseres Verhältnis zu seinem Sohn und zu anderen Menschen aufzubauen, stirbt er unerwartet. Der Film endet damit, dass Howard mit seiner Freundin und dem Baby, das auch Harry heißt, in die Zukunft blickt.

## Kritiken
- Vincent Canby schrieb am 2. März 1984 in The New York Times, das Drama sei ein Durcheinander. Das Drehbuch habe keinen Schwerpunkt. Die Regie von Paul Newman wirke wie eine Debütarbeit.[1]
- Roger Ebert schrieb in der Chicago Sun-Times, der Film sei ein Film „über alles“. Er beinhalte so viele Probleme und Beziehungen, dass man sich nicht zurechtfinden könne.[2]

## Auszeichnungen
- Nominierung für die Goldene Himbeere für Robby Benson 1985 als schlechtester Nebendarsteller.

## Produktionsnotizen
Der Film wurde in Florida gedreht.